# 酒田市立松原小学校
酒田市立松原小学校（さかたしりつ まつばらしょうがっこう）は、山形県酒田市にある公立小学校。

## 沿革
- 1987年（昭和62年）12月25日 - 松原小学校通学区決定。[1]
- 1988年（昭和63年）2月15日 - 校名を一般募集し、亀城小学校分離校校名選定協議会により、「酒田市立松原小学校」と決定。
- 1989年（平成元年）
  - 4月8日 - 酒田市立亀城小学校より分離し開校。開校式と最初の始業式及び第1回入学式挙行。
  - 5月25日 - ランチルームと給食調理室の引っ越し。
  - 7月28日 - 校舎大規模改造工事着工（東校舎）。
  - 11月15日 - 校舎大規模改造工事終了（東校舎）。
  - 11月23日 - 校歌（作詞：渡辺宏、作曲：團伊玖磨[2]）・校旗発表会及び祝賀会開催[3]。
- 1990年（平成2年）
  - 3月20日 - 第1回卒業証書授与式挙行。
  - 10月31日 - 校舎大規模改造工事完工。
- 1996年（平成8年）3月15日 - 校舎増築工事完工。
- 1999年（平成11年）12月20日 - 校舎増築工事完了。
- 2010年（平成22年）7月20日 - 新校舎建築着工。
- 2011年（平成23年）6月27日 - 新体育館建築着工。
- 2012年（平成24年）
  - 4月1日 - 新校舎・新体育館が完成。新校舎での授業が始まった。
  - 11月30日 - テニスコートと体育館前駐車場完工。
- 2013年（平成25年）5月31日 - グラウンド完工。

## 通学区域
- 亀ケ崎5丁目（6番・7番18号～65号・8番～14番）、亀ケ崎7丁目、両羽町、東両羽町、東大町2丁目、東大町3丁目、東町2丁目、大町（字兼子・字出雲・字イカリを除く）、あきほ町、大宮町1～4丁目、卸町、こがね町1～2丁目、みずほ2丁目、松原南、四ツ興野、遊摺部、大宮（字仁助谷地・字広野・字草刈谷地・字松原南・字鷺谷地・字丹波谷地・字初瀬）[4]

## 周辺
- 酒田松原郵便局
- 酒田市立第三中学校 - 主な進学先

## アクセス
- 庄内交通酒田市内廻り（421系統Aコース・422系統Bコース）で、「亀ケ崎三丁目」から、徒歩約130m・約2分。